# Jeżowe (plaats)
Jeżowe is een dorp in het Poolse woiwodschap Subkarpaten, in het district Niżański. De plaats maakt deel uit van de gemeente Jeżowe en telt 5 273 inwoners.